# Zanzibareldvävare
Zanzibareldvävare (Euplectes nigroventris) är en fågel i familjen vävare inom ordningen tättingar.

## Utseende och läten
Zanzibareldvävaren är en liten (10 cm) och kortstjärtad eldvävare. Hane i häckningdräkt är distinkt och skiljer sig från andra närbesläktade arter genom sitt svarta, ej röda bröst. Den helröda hjässan skiljer den från exempelvis svartvingad eldvävare (E. hordeaceus). Hanen utanför häckningstid och honan liknar andra i motsvarande dräkt, men är mindre med mörkare huvudteckningar, framför allt örontäckare. Gulkronad eldvävare är vitare undertill och mer streckad. Det gnissliga och tjattrande lätet liknar släktingarnas.

## Utbredning
Fågeln förekommer från sydöstra Kenya till östra Tanzania, Zanzibar, Pemba och norra Moçambique. Tillfälligt har den observerats i Spanien, och i Italien har även häckning konstaterats, men fynden anses härröra från förrymda burfåglar.

## Systematik
Vissa behandlar den som en underart till sydlig eldvävare (E. orix). Den behandlas som monotypisk, det vill säga att den inte delas in i några underarter.

## Levnadssätt
Zanzibareldvävaren häckar i översvämmade gräsmarker och vassbälten under 1000 meters höjd. Fågeln häckar maj–oktober i Kenya, under hela året i Tanzania och maj–juli samt möjligen även november–december på Zanzibar. Utanför häckningstid deltar den i artblandade vävarflockar i gräsmarker och på fält. Födan består huvudsakligen av frön, framför allt av Echinochloa haploclada och Panicum maximum.

## Status och hot
Arten har ett stort utbredningsområde och en stor population med stabil utveckling och tros inte vara utsatt för något substantiellt hot. Utifrån dessa kriterier kategoriserar internationella naturvårdsunionen IUCN arten som livskraftig (LC). Världspopulationen har inte uppskattats men den beskrivs som lokalt vanlig.